# Bernd Weikl
Bernd Weikl (Viena, 29 de julho de 1942) é um barítono austríaco, mais conhecido por suas performances em óperas de Richard Wagner.

## Biografia
Estudou, primeiramente, em Mogúncia e, posteriormente, em Hanover, onde fez sua estréia operística como Ottakar em Der Freischütz, em 1968. De 1970 até 1973 ele foi um membro da Ópera Düsseldorf. Weikl fez sua estréia no Festival de Salzburgoem 1971 como Melot em Tristan und Isolde, no Festival de Bayreuth em 1972 como Wolfram em Tannhäuser, no Royal Opera House, Covent Garden em 1975 como Figaro em Il Barbiere di Siviglia e no Metropolitan Opera em 1977 como Wolfram.

## Livros
Weikl publicou livros sobre música alemã, incluindo Swastikas on Stage e Freispruch für Richard Wagner? (Absolvição para Richard Wagner?).

## Papéis
Weikl cantou mais de cento e vinte papéis diferentes em sua carreira, incluindo:
- Don Giovanni
- Eugene Onegin
- Count Almaviva em Le Nozze di FIgaro
- Amfortas em Parsifal
- Belcore em L'elisir d'amore
- di Luna em Il trovatore
- Eisenstein em Die Fledermaus
- Ford em Falstaff
- Golaud em Pelléas et Mélisande
- Guglielmo em Così fan tutte
- Jokanaan em Salome
- Mandryka em Arabella
- Cardinal Morone em Palestrina
- Rodrigo em Don Carlos
- Tomsky em The Queen of Spades
- Zurga em Les pêcheurs de perles
- Wolfram em Tannhäuser